# Zakhar Artyomovich Sorokin
Zakhar Artyomovich Sorokin (tiếng Nga: Захар Артёмович Сорокин; 17 tháng 3 [lịch cũ 4 tháng 3] năm 1917 – 19 tháng 3 năm 1978) là một phi công chiến đấu Liên Xô và là một phi công đạt đẳng cấp Ace trong các trận không chiến trên biển từ 1943 đến 1945, dù ông đã bị mất đi chân của mình vào năm 1941 sau khi chiếc máy bay MiG-3 của ông bị rơi. Ông đã được trao tăng danh hiệu Anh hùng Liên Xô và Huân chương Đế chế Anh vì những thành tích của mình trong các trận không chiến bảo vệ tuyến vận tải trên biển Bắc.

## Thiếu thời
Sorokin sinh ngày 17 tháng 3 [lịch cũ 4 tháng 3] năm 1917 trong một gia đình Nga thuộc tầng lớp lao động ở làng Glubokoe. Gia đình ông đã chuyển đến Krasnodar năm 1920, nơi ông bắt đàu đi học và trở thành thợ máy trước khi tham gia huấn luyện trong câu lạc bộ hàng không. Sau khi gia nhập hải quân năm 1937, ông đã tốt nghiệp trường Hàng không Hải quân Yeisk năm 1939. Ông được phân công phục vụ trong Trung đoàn Hàng không hỗn hợp số 72 thuộc Hạm đội Biển Đen, đóng tại căn cứ Sevastopol.

## Thế chiến thứ hai
Khi chiến tranh nổ ra vào ngày 22 tháng 6 năm 1941, đơn vị của Sorokin là một trong những số ít đơi vị tham chiến đánh trả quân Đức ngay vào thời điểm chiến dịch Barbarossa bắt đầu. Tháng 7, ông được chuyển sang Hạm đội Biển Bắc, chiến đấu trong đơn vị dưới quyền Boris Safonov. Ông ghi được chiến công đầu tiên của mình vào ngày 19 tháng 7 năm 1941, và đến ngày 18 tháng 10 năm 1941, ông được thăng lên chức vụ phó chỉ huy. Tuy nhiên, chỉ một tuân sau đó, ông buộc phải hạ cánh xuống bình nguyên lạnh giá sau một trận không chiến khốc liệt. Ông đã phải mất 4 ngày để thoát khỏi vùng đất băng tuyết khốc liệt này để trở về với đồng đội, dù ông đã phải bị cắt bỏ đi chân mình do di chứng lạnh giá. Ông được chuyển đến Kirov đế phẫu thuật trước khi bình phục và trở về trung đoàn của mình vào tháng 3 năm 1943. Sau khi trở về đơn vị, ông được phân công làm sĩ quan dẫn đường. Bấy giờ, đơn vị ông đã được đổi tên thành Trung đoàn Hàng không chiến đấu Cận vệ số 2. Ngày 19 tháng 8 năm 1944, ông được trao tặng danh hiệu Anh hùng Liên Xô. Tháng 12 năm đó, ông được chuyển đến Trung đoàn Hàng không chiến đấu Cận vệ số 11 và một lần nữa tham chiến với tư cách là một phi công cao cấp. Tổng cộng, ông đã bay 267 phi vụ, trong đó có 10 phi vụ bay đơn và chỉ bị bắn rơi duy nhất một lần trong suốt thời gian chiến tranh.

## Hậu chiến
Gần như ngay lập tức sau chiến tranh, ông đã được cho giải ngũ do thương tật. Tuy nhiên, ông đã có thể tái nhập ngũ vào năm 1952 và được điều động về Trung đoàn Hàng không chiến đấu 614, nhưng sớm trở lại vị trí dự bị vào năm 1955. Những năm cuối đời, ông sống ở Moskva, gia nhập Hội nhà báo Liên Xô, và là tác giả của 15 cuốn sách. Ông qua đời vào ngày 19 tháng 3 năm 1978 và được chôn cất tại nghĩa trang Kuntsevo.